# أندريه فيليبي لوبيز كوستا
أندريه فيليبي لوبيز كوستا (27 نوفمبر 1992 - ) هو لاعب كرة قدم برتغالي في مركز الدفاع.

## وصلات خارجية
- أندريه فيليبي لوبيز كوستا على موقع قاعدة بيانات كرة القدم.إي يو (الإنجليزية)
- أندريه فيليبي لوبيز كوستا على موقع Soccerway.com (الإنجليزية)
- أندريه فيليبي لوبيز كوستا على موقع عالم كرة القدم.نت (الإنجليزية)